# Особняк Вацлава Кринського

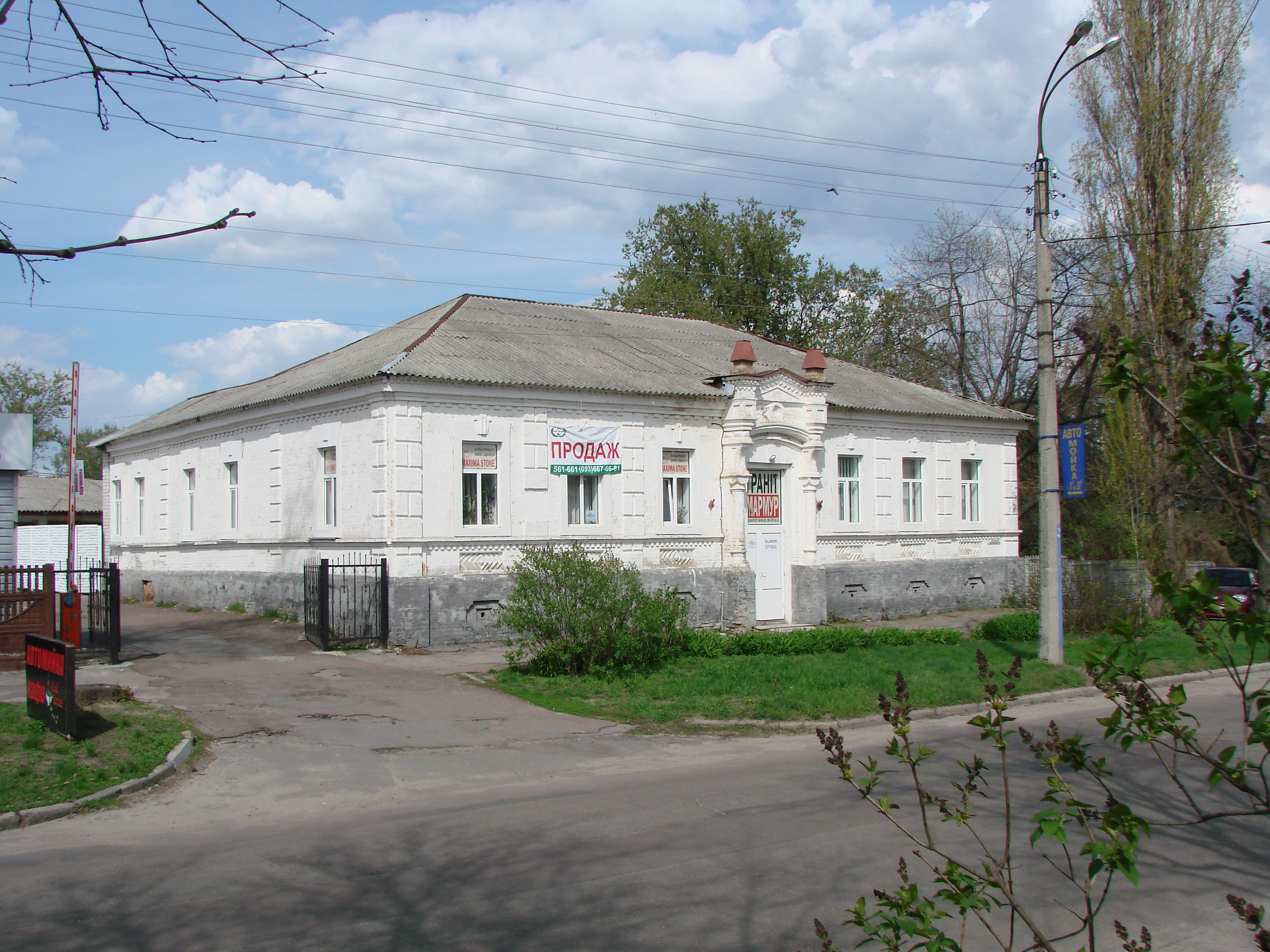
Особняк Вацлава Кринського. 1905—1907 рр.

Особняк Вацлава Кринського — знаходиться у Черкаси за адресою вул. Байди Вишневецького, буд. 2.Був внесений до Державний реєстр нерухомих пам'яток України.

## Історія[2]
Будинок побудований у 1907 р. Належав черкаському юристконсульту місцевого Сирітського суду польського походження Вацлав Кринський. У 1910 р -в будинку розмістився Земський банк за адресою Суворівська, 6. До II Світової війни тут знаходився дитячий заклад. За нацистської окупації — окупаційна установа. Після війни була розміщена господарська частина Комітет Державної безпеки з гаражами у дворі. Пізніше — конструкторське бюро. Останні роки приміщення орендували приватні фірми.
Особняк має просторі приміщення, представник, так званої, фонової забудови. Тобто типова будівля Черкас початку 20 століття у яких проживали заможні містяни.
Ще з 1990-х рр. будинок був занесений до списку з 140 будинків, які обов'язково мають бути збережені і мають отримати статус пам'яток. Через певні інтереси чиновників будинок не був переведений із статусу нововиявленої пам'ятки до статусу пам'ятки. Лише через 30 років вдалося це зробити. З списку залишилося ледь 100 будинків. Інші ж, не маючи статусу пам'ятки були знесені.
З 1965 по 1994 рр. на будинку висіла табличка про перебування у ньому у 1849 р. Т. Г. Шевченко. Мався на увазі будинок Шпаковських., у якому в той час мешкав пристав Табачніков, який заарештував поета і до якого мав ходити на свідчення Тарас Григорович. Це була помилка, бо цей будинок був зведений набагато пізніше. Та будівля про яку йде мова розміщувалась на розі Фрунзе та Розкопної зі сторони скверу. На жаль вона не збереглась. .

## Небезпека втрати пам'ятки
На місці будинку планувалося звести багатоповерхівку. Будинок розташований на ділянці, яка належить до частини заповідних — Черкаські берегові схили. Входить до комплексної археологічної пам'ятки "Культурний шар пізньосередньовічного міста Черкаси (14-18 ст.).В той же момент ця будівля є приватною власністю. Покупці не сказали про цінність даного обє'кта.
30 квітня 2021 р. на засіданні виконавчого комітету Черкаська міська рада було скасовано містобудівні умови, щоб зупинити знищення пам'ятки.
Багато для збереження пам'ятки зробили місцеві жителі, зокрема сусіди, які організовували концерт біля будинку, а також зверталися з листами до різних посадовців з проханням зберегти будинок.
Незважаючи на це, почалися будівельні роботи: були видалені вікна і частину стін. Щоб припинити це, сусід викликав поліцію. Будинок належав будівельній кампанії «Надія», яка почала, наче б то заміну вікон. Представники забудовника мотивували це тим, що документів про внесення в реєстр немає, тому і не рахується даний об'єкт пам'ткою. Начальниця відділу охорони культурної спадщини Наталія Осипенко підтвердила, що будинок — пам'ятка архітектури місцевого значення. Прокурор Дмитро Пидорич повідомив, що черкаською окружною прокуратурою подано позов до адміністративного суду.